# Disney Channel (Rusia)
Disney Channel o Kanal Disney (Канал Disney en ruso) fue una cadena de televisión rusa perteneciente al grupo Disney Channel que emitía en Rusia. Emite desde el 10 de agosto de 2010 en sustitución del canal Jetix, finalizó sus transmisiones el 14 de diciembre del 2022 debido al Conflicto ruso-ucraniano de 2022 siendo reemplazado por la emisora Solntse.

## Historia
En 2009 la subsidiaria internacional de Disney planeó abrir Disney Channel en Rusia y llegó a un acuerdo con un medio televisivo nacional, sin embargo fue rechazado por las autoridades.
En 2010 presentaron una solicitud en la que pidieron licencia a la agencia federal de medios de comunicación Roscomnadzor. El 9 de marzo del mismo año se aprueba la solicitud, de manera que pasan a emitir por cable con la licencia de emisión: #15922.
A partir del 10 de agosto, se lanzó Disney Channel Rusia en reemplazo del canal infantil Jetix por televisión de pago (siendo esta la última señal de Jetix en el mundo en cerrar sus transmisiones), siendo Buscando a Nemo la primera producción en proyectarse.
En octubre de 2011 la cadena llegó a un acuerdo con la empresa YuTV Holding, propietaria de la cadena Semyorka, de la cual adquirió un 51% de las acciones. El 31 de diciembre del mismo año, Disney Channel inició sus emisiones por televisión abierta en Rusia, reemplazando al canal nacional Semyorka.
Debido a la conflicto bélico entre Rusia y Ucrania y a las sanciones posteriores contra el Gobierno ruso, The Walt Disney Company Russia anunció que cesará las emisiones de Disney Channel en el país el 14 de diciembre de 2022. El canal Disney Channel Rusia cesó sus emisiones del 14 de diciembre del 2022 y fue reemplazado por la emisora Solntse (en ruso: Солнце, Solnce).

## Programación
Disney Channel Rusia se dirigió principalmente al público más joven con su programación. Desde 2010, el canal presentó contenido de Playhouse Disney, que posteriormente cambió su nombre a Disney Junior el 1 de mayo de 2020. Inicialmente, el bloque de programación se emitía desde la madrugada hasta las 12:00, pero su tiempo de emisión fue disminuyendo gradualmente con el paso de los años.
En sus inicios, Disney Channel Rusia replicaba la señal de Disney Channel de Europa del Este e incluía programación anterior de Jetix. La programación incluía una combinación de series de acción real de Disney Channel y Disney XD, como Jessie , Austin & Ally y Lab Rats , además de series animadas de Disney Channel y Jetix como Phineas y Ferb y Kid vs. Kat .
A partir de 2014, el canal cambió su enfoque a la animación infantil, incorporando series de Disney XD y Disney Junior como Gravity Falls , Star vs. las Fuerzas del Mal y DuckTales . La programación de acción real disminuyó debido a las diferencias culturales y los desafíos financieros.  Un nuevo bloque nocturno, "Большая Анимация" ("Gran animación"), reemplazó al anterior bloque "¡Tu noche brillante!", que mostraba las películas de cine de Disney todas las noches a las 7:30 p. m. En 2020, las series de acción real hicieron un breve regreso, con el estreno de Gabby Duran & the Unsittables . 

### Producciones originales de Disney Channel Rusia
- Boljšie semejnye igry ("El gran juego familiar", Большие семейные игры)
- Èto moj rebenok?! ("¡¿Este es mi hijo?!", Это мой ребекон?!)
- Èto moja komnata! ("¡Esta es mi habitación!", Это моя комната!)
- Mama na 5+ ("Mama 5+", Мама на 5+)
- Pravila stilja ("Reglas de estilo", Правила стиля)
- Posle školy ("Después de la escuela", После школы)
- Prikoly na peremenke: Novaja škola ("Mientras suena la campana: una nueva escuela", Приколы на переменке. Новая школа)
- Ustami mladenca ("La boca del bebé", Устами младенца)
- Vsjo interesnoje: Kino ("Todo lo interesante: Películas", Всё интересное: Кино)